# 里肯巴赫 (巴塞爾鄉村州)

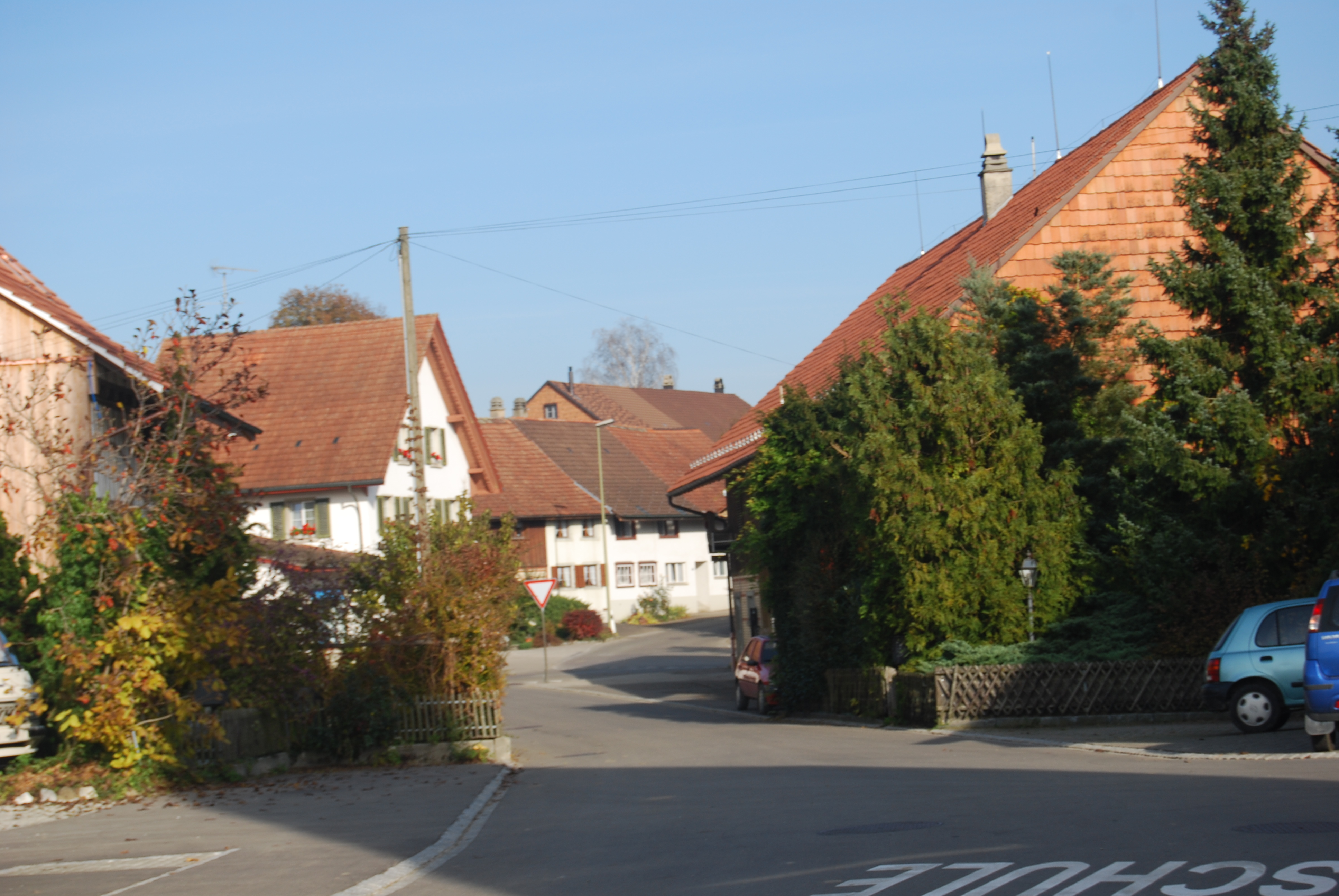

里肯巴赫是瑞士的城鎮，位於該國北部，由巴塞爾鄉村州負責管轄，面積2.89平方公里，海拔高度479米，2012年人口578，六成半人口信奉基督教，人口密度每平方公里200人。

## 外部連結
- Official website （页面存档备份，存于） （德文）